# Daewoo BX
Daewoo BX — туристический автобус, выпускаемый южнокорейской компанией Daewoo с 2004 года. Это первый автобус Daewoo, экспортируемый в Японию.
Модель является преемником Daewoo BH. Конкурентом является Hyundai Universe.

## Модификации
- BX212S Royal Heidecker.
- BX212M Royal.
- BX212M Royal Plus.

## Галерея

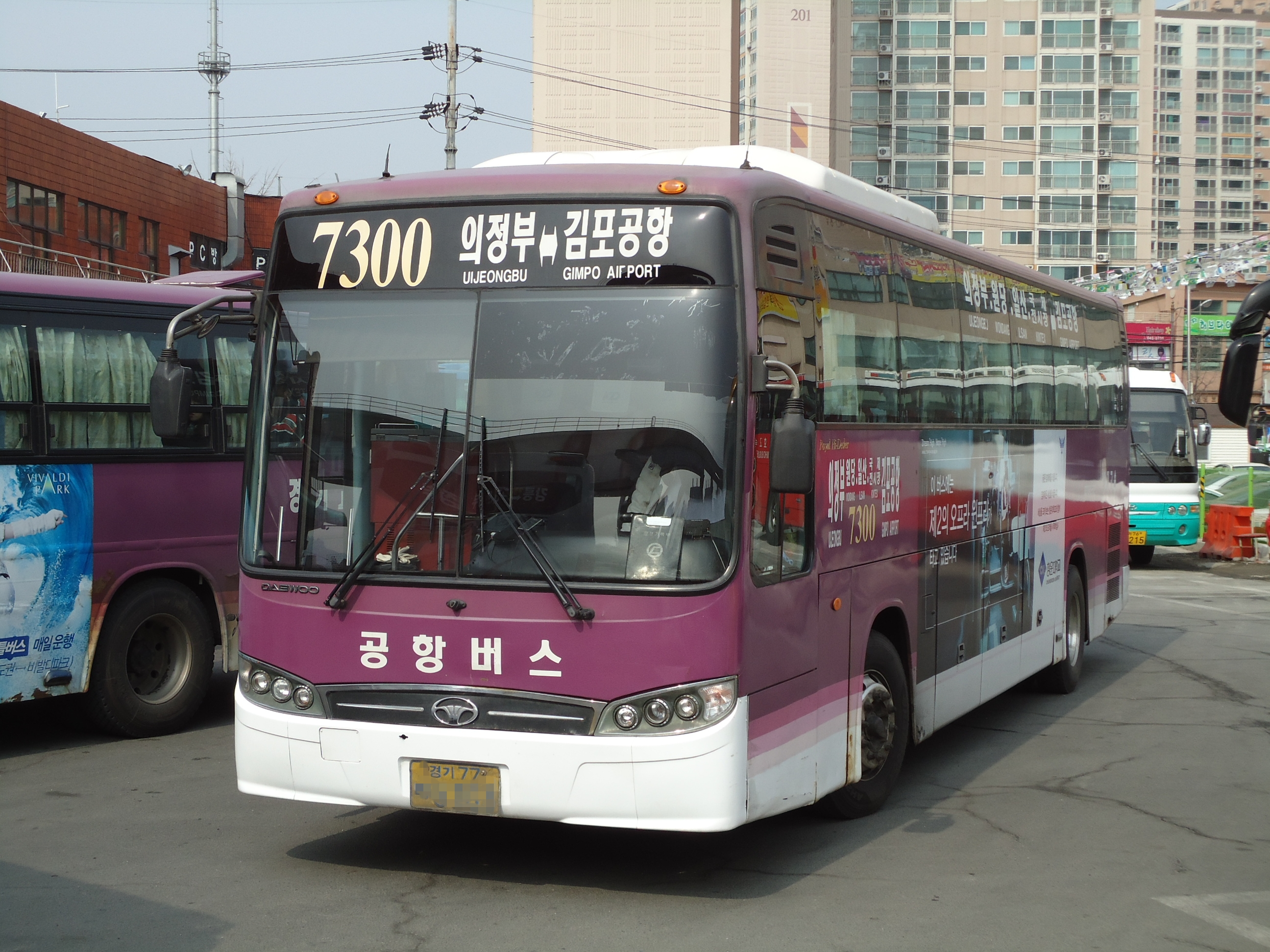
Daewoo BX212S Royal Heidecker
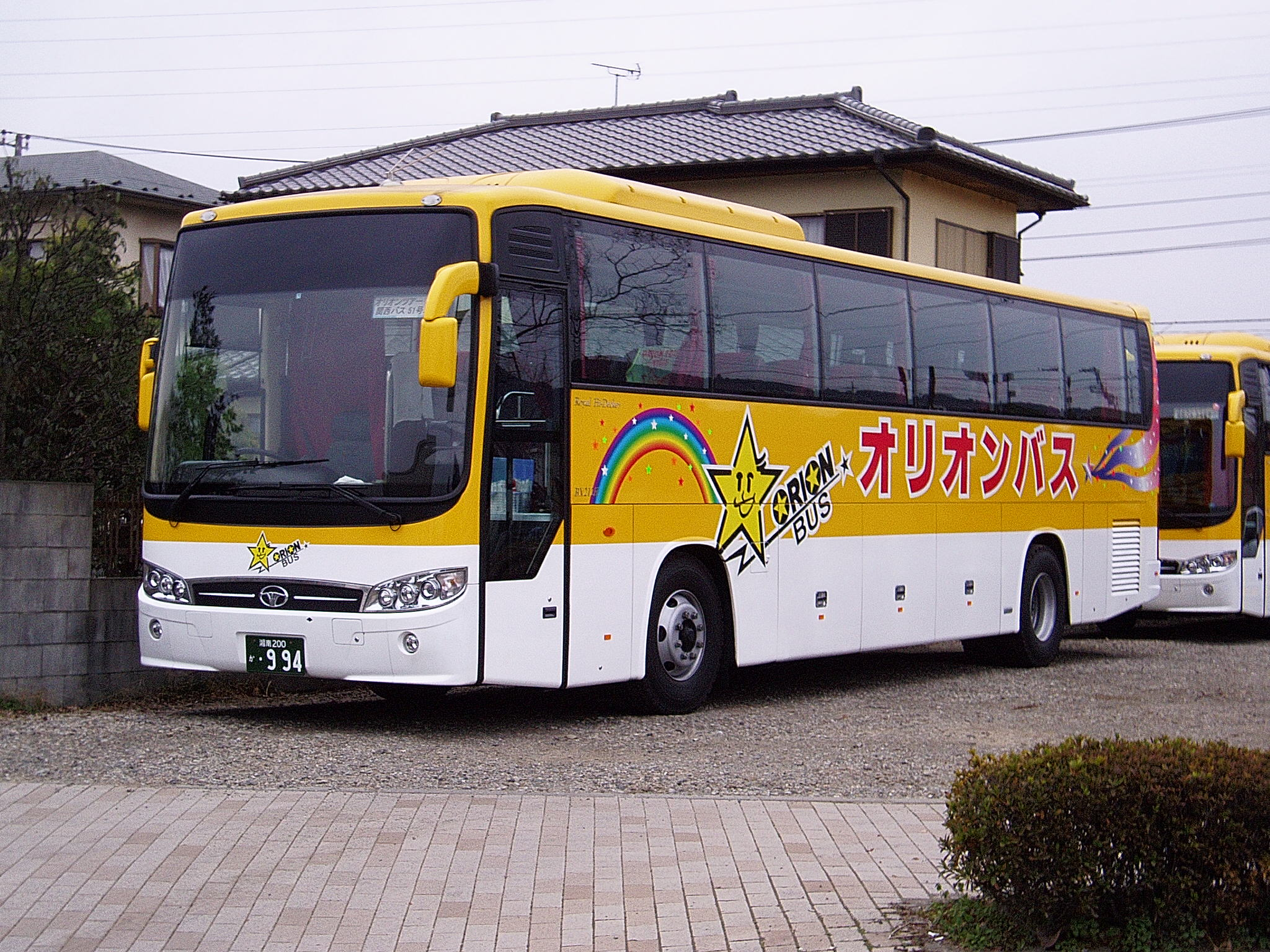
Daewoo BX212 Royal Heidecker
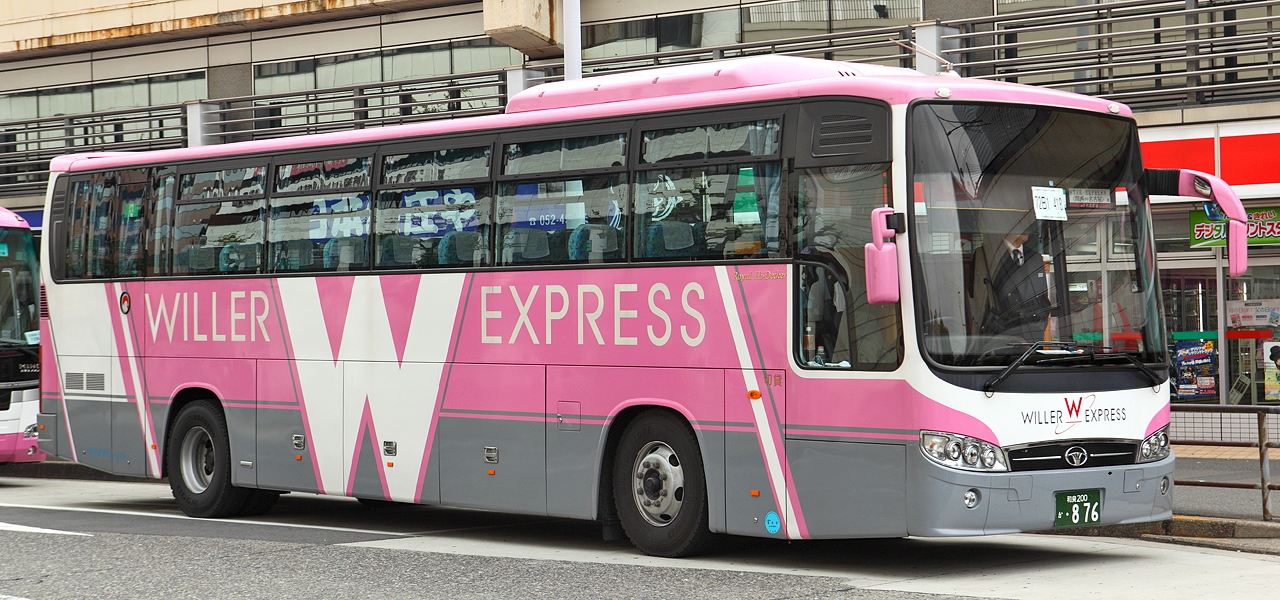
Daewoo BX212 Royal Heidecker
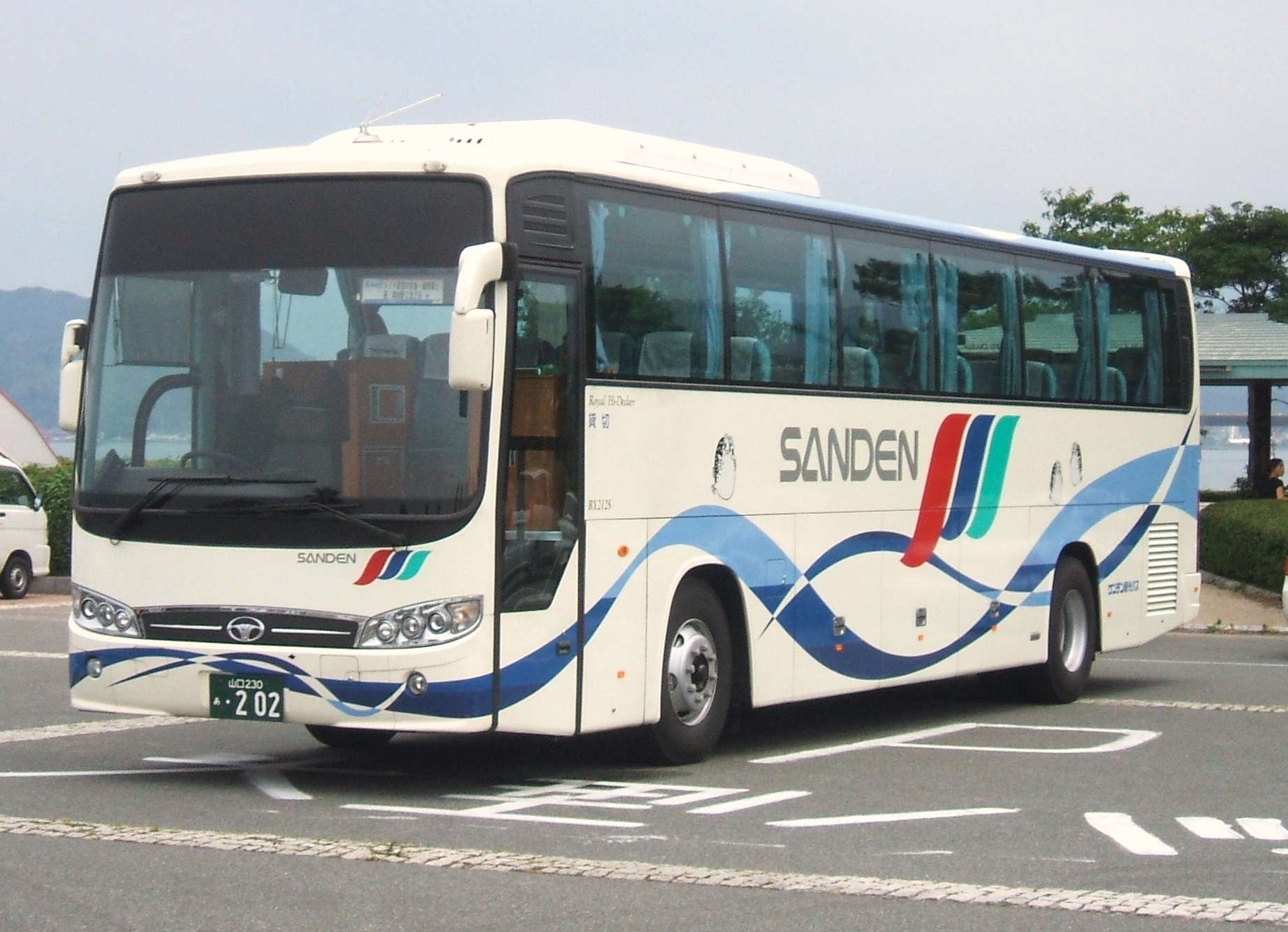
Daewoo BX212 Royal Heidecker
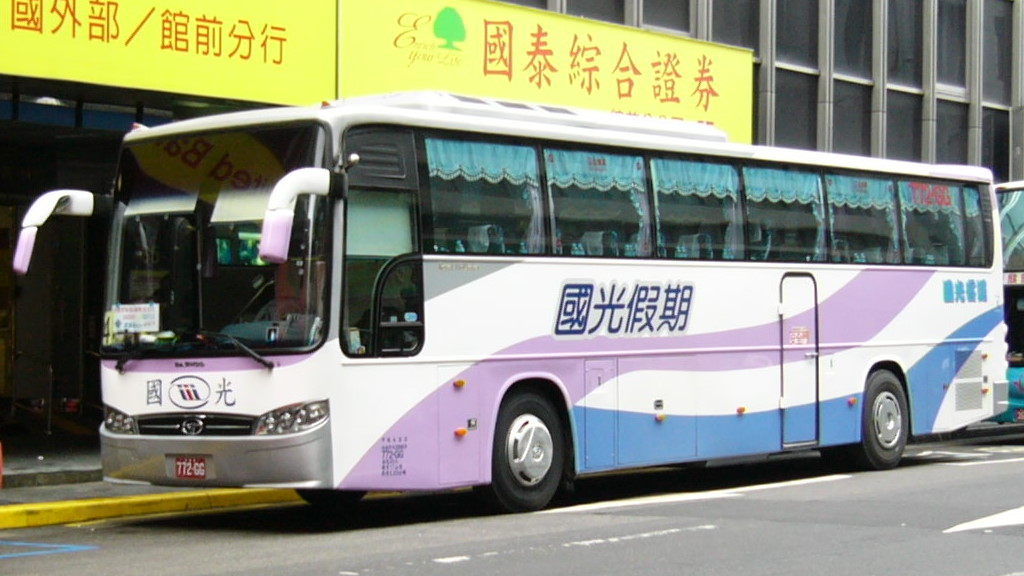
Daewoo BX212 Royal Heidecker
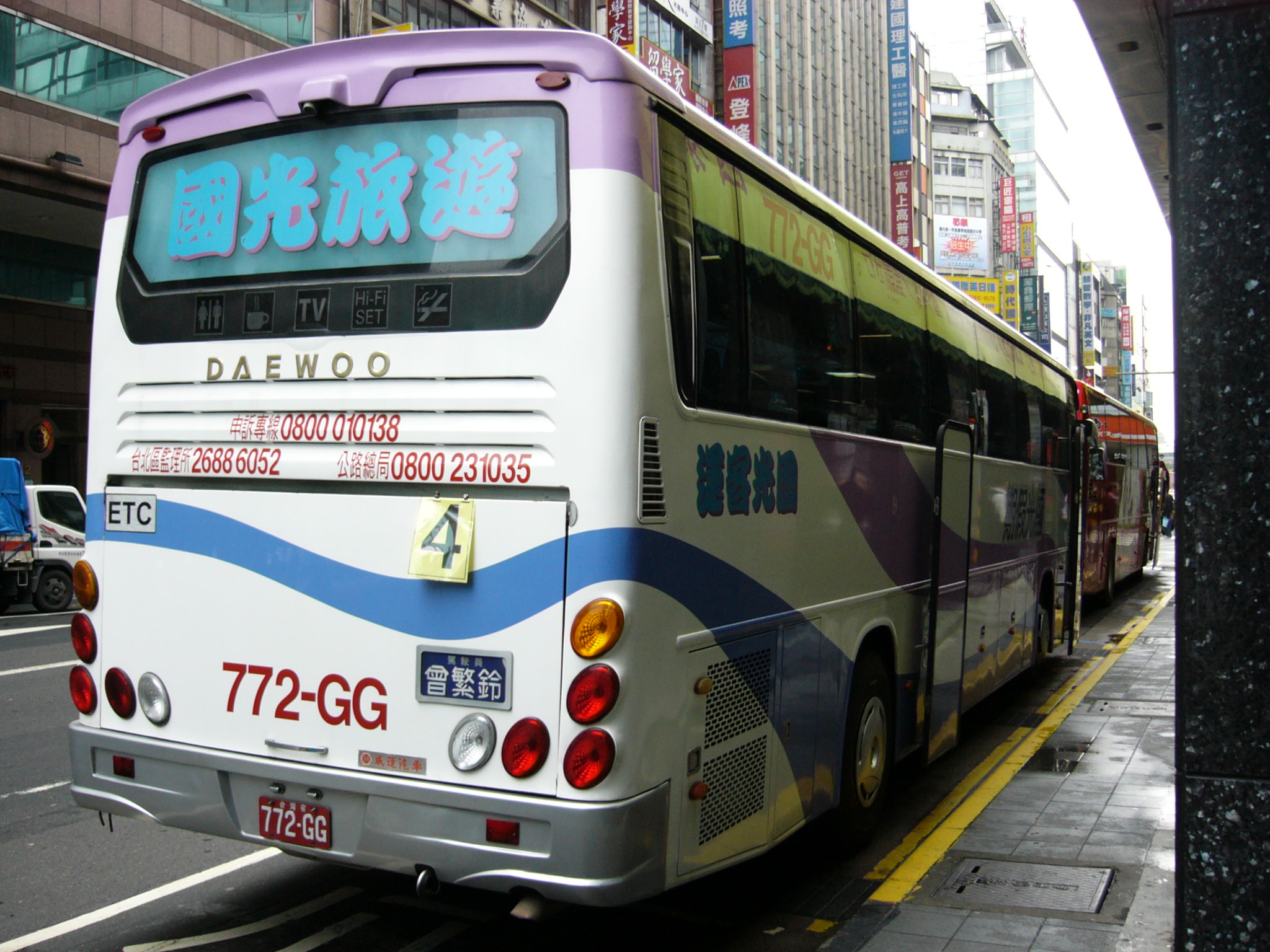
Daewoo BX212 Royal Heidecker